# Zbynko Zajíc von Hasenburg
Sbinko Hase von Hasenburg (auch: Zbyněk Zajíc von Hasenburg; Zbinko Hase von Hasenburg; lateinisch: Sbinco Lepus de Hasenburg, tschechisch: Zbyněk Zajíc z Hazmburka; * 1376; † 28. September 1411 in Preßburg) war Erzbischof von Prag.

## Herkunft
Seine Eltern waren Wilhelm Hase von Hasenburg (Vilém Zajíc z Hazmburka) und Anna von Slawetin und Libochowitz (Anna ze Slavětína a Libochovic). Sein Vater, der für die geistliche Laufbahn vorgesehen war, erwarb mit Hilfe Kaiser Karls IV. mehrere Pfründen, auf die er 1358 verzichtete und heiratete. Sbinko hatte fünf Brüder und vier Schwestern. Der ältere Bruder Ulrich Hase von Hasenburg (Oldřich Zajíc z Házmburka) bekleidete unter Wenzel IV. das Amt eines königlichen Rates. 1390 wurde Sbinko Propst von Melnik und damit Domherr von Prag.

## Erzbischof von Prag
Nachdem der ernannte Prager Erzbischof Nikolaus Puchnik von Tschernitz noch vor der Bischofsweihe verstorben war, sollte Sbinko Hase von Hasenburg dessen Nachfolger werden. Auf Betreiben König Wenzels erteilte ihm deshalb der Papst am 20. November 1402 eine Altersdispens für das Bischofsamt, der noch im selben Monat die Bischofsweihe folgte. Das Pallium erhielt er am 1. Dezember 1402. Die formelle Wahl durch das Domkapitel erfolgte erst im September 1403.
Nachdem er als Erzbischof Mitglied des königlichen Rates war, übertrug ihm die Landesregierung für die Dauer einer Reise König Wenzels nach Breslau 1404 die Leitung der Landwehr. In dieser Zeit führte er einen Feldzug nach Bayern.
Seine Amtspflichten als Erzbischof nahm Sbinko ernst und sorgte auch für eine geordnete Administration und gute Wirtschaftsführung seiner Diözese. Zu Beginn seiner Amtszeit kam es zu Streitigkeiten mit dem Leitomischler Bischof Johannes IV. von Bucca. 1404–1408 ließ er den Klerus visitieren, 1411 das Kloster der Augustinereremiten in Wittingau. Er veranstaltete mehrere Diözesansynoden und bemühte sich um notwendige Kirchenreformen. 
1408 kam es zu einem Bruch mit einem Teil der ihn beratenden Professoren der Prager Universität, darunter Jan Hus, wegen deren Einstellung zu John Wyclif. Gegen dessen Anhänger ging er ab 1409 entschieden vor. Er blieb dem römischen Papst treu und entsandte 1409 Vertreter zum Konzil nach Cividale. Nachdem dieses gescheitert war, schloss er sich und seine Kirchenprovinz an den Gegenpapst Alexander V. an. 
Zunächst stand er an der Seite von Jan Hus, was dessen Kritik an Missständen im hohen Klerus anbelangte, und beauftragte ihn mit der Untersuchung der Unzulänglichkeiten und Abweichungen vom geltenden Recht. Nach dem Kuttenberger Dekret distanzierte sich Sbinko jedoch von Jan Hus’ Radikalität und verbot ihm die Predigten in der Prager Bethlehem-Kapelle. Er verurteilte die Schriften Wyclifs, ließ sie beschlagnahmen und am 16. Juli 1410 im Hof der bischöflichen Residenz verbrennen. Zu einem ernsten Konflikt mit König Wenzel kam es, als dieser die Einkommen des Prager Klerus beschlagnahmen ließ. Wenzel, dessen Aussichten auf die Kaiserwürde sich zerschlagen hatten, versuchte mit umso größerem Nachdruck seine Erblande zu sichern. Das verleitete ihn zur Nachgiebigkeit gegenüber dem nationaltschechischen Position von Jan Hus, der die hohen geistlichen Ämter nur von Deutschen besetzt sah, während die Tschechen nur den niederen Klerus bilden durften. Gleichzeitig wollte sich Wenzel am Papst und dessen Vertreter, dem Erzbischof von Prag wegen des Weigerung rächen, seine Ambitionen auf die Kaiserwürde nicht unterstützt zu haben. 
Im Zuge des Konflikts mit Wenzel und dessen Eingriffe in kirchliche Angelegenheiten sowie er Ausbreitung der Thesen von Jan Hus verhängte Sbinko das Interdikt über Prag. Schließlich unterwarf er sich einem Schiedsspruch des königlichen Rates, der von ihm den Widerruf verlangte. Nachdem eine Versöhnung mit König Wenzel nicht möglich war, begab er sich zunächst aus Gründen der Sicherheit nach Leitomischl und suchte eine Begegnung mit dem ungarischen König Sigismund, von dem er sich Schutz und Hilfe versprach. Dazu kam es nicht mehr, da Sbinek unterwegs erkrankte und am 28. September 1411 in Pressburg starb. Sein Leichnam wurde 1436 im Veitsdom bestattet.

## Das Hasenburger Missale
Aus dem Besitz des Erzbischofs ist das um 1409 vollendete und heute nach ihm benannte Hasenburg-Missale erhalten, ein herausragendes Werk böhmischer Buchmalerei im gotischen Stil seiner Zeit. 